# Nǃxau
NǃxauKlicklaut, eigentlich !Nxauǂtoma, auch Gcao Tekene Çoma bzw. Gǀaq’o ǀ‘xaǂana  ǂoma (* 16. Dezember 1944 bei Tsumkwe, Südwestafrika; † zwischen 1. Juli und 5. Juli 2003 bzw. laut Grabstein am 1. Juli 2003 ebenda), war ein namibischer Schauspieler aus dem Volk der San.

## Leben
Nǃxau wurde durch seine Hauptrolle als „Buschmann“ Xixo im Film Die Götter müssen verrückt sein und dessen Fortsetzungen Die Götter müssen verrückt sein II, Jetzt noch mehr verrückte Götter und Die Götter müssen verrückt sein III weltweit berühmt. N!xau kehrte Mitte der 1990er Jahre nach Namibia zurück und lebte wieder mit seinem Volk.
Das genaue Datum seines Todes ist nicht bekannt. Da Nǃxau von einer Holzsuche am 1. Juli 2003 nicht zurückkehrte, suchte ihn seine Familie und fand ihn tot auf. Die Polizei bestätigte seinen Tod am 5. Juli 2003. Die genaue Todesursache ist ebenfalls unbekannt, jedoch wird vermutet, dass er an Tuberkulose starb, da er an dieser Krankheit schon längere Zeit litt.
2019 erhielt er postum die Auszeichnung für sein Lebenswerk bei den Namibian Theatre and Film Awards.

## Filmografie
- 1980: Die Götter müssen verrückt sein
- 1989: Die Götter müssen verrückt sein II
- 1991: Jetzt noch mehr verrückte Götter
- 1993: Die Götter müssen verrückt sein III (original: Heung Gong wun fung kwong; englisch: Crazy Hong Kong; chinesisch 香港也瘋狂 / 香港也疯狂, Pinyin Xiānggǎng yě fēngkuáng)
- 1994: The Gods Must Be Funny in China (chinesisch 非洲超人, Pinyin Fēizhōu chāorén – „Afrikanischer Supermann“)